# Armenia na Letnich Igrzyskach Paraolimpijskich 2008
Armenia na Letnich Igrzyskach Paraolimpijskich 2008 w Pekinie była reprezentowana przez jedną sztangistkę, która nie zdobyła medalu. Był to czwarty występ tego państwa na letnich igrzyskach paraolimpijskich (po startach w roku 1996, 2000 i 2004). 

## Wyniki

### Podnoszenie ciężarów
| Zawodnik        | Kategoria | Wynik | Pozycja | Źródło |
| --------------- | --------- | ----- | ------- | ------ |
| Greta Wardanjan | –48 kg    | DNF   | DNF     | [ 2 ]  |